# Prix Bull'gomme 53
Le Prix Bull'Gomme 53 est un prix récompensant un auteur de bande dessinée remis annuellement par le conseil général de la Mayenne et la Bibliothèque départementale de la Mayenne. Il vise à soutenir de jeunes auteurs œuvrant dans le secteur de la jeunesse.
Créé en 2003, il est remis depuis 2008 lors des Rencontres de la bande dessinée de Changé. Le lauréat reçoit une dotation financière de 1,500 € et réalise l'affiche du festival l'année suivante.
En cas de coauteurs le prix a parfois été remis au seul dessinateur, parfois aux deux auteurs.

## Sélection
Les auteurs en lice doivent répondre à plusieurs critères :
- Avoir réalisé un album jeunesse sorti entre février et janvier de l'année précédente ;
- Être européen ;
- Ne pas avoir publié plus de quatre albums.

Un panel mélangeant bibliothécaires, libraires et membre de l'association lavalloise des amateurs de BD sélectionne une dizaine d'albums répondant aux critères. Ils sont alors achetés par les bibliothèques du département, présenté à certains scolaires, etc. Tous les enfants du département sont invités à voter dans leur écoles ou leurs bibliothèques, l'album arrivant en tête du vote désigne le lauréat.

## Lauréats
| Année | Auteur(s) récompensé(s)                                                    | Album récompensé                                                                       | Coauteur(s)                       | Éditeur                 |
| ----- | -------------------------------------------------------------------------- | -------------------------------------------------------------------------------------- | --------------------------------- | ----------------------- |
| 2004  | Étienne Jung                                                               | Gargouilles (bande dessinée) T1 : Le Voyageur                                          | Denis-Pierre Filippi (scénario)   | Les Humanoïdes Associés |
| 2005  | Thierry Coppée                                                             | Les Blagues de Toto T1 : L'École des vannes                                            |                                   | Delcourt                |
| 2006  | Julien Neel                                                                | Lou ! T1 : Journal infime                                                              |                                   | Glénat                  |
| 2007  | Valérie Vernay                                                             | La Guerre des boutons                                                                  | Mathieu Gabella                   | Petit à petit           |
| 2008  | Ève Tharlet (dessin) et Brigitte Luciani (scénario)                        | Monsieur Blaireau et Madame Renarde T1 : La Rencontre                                  |                                   | Dargaud                 |
| 2009  | Allan Barte                                                                | Le Journal du lutin T2 : La Meilleure Bédé du monde                                    |                                   | Delcourt                |
| 2010  | William Maury                                                              | Les Sisters T1 : Un air de famille                                                     | Christophe Cazenove (co-scénario) | Bamboo Édition          |
| 2011  | Matthieu Maudet                                                            | Hérold & Pissenlit                                                                     |                                   | La Joie de lire         |
| 2012  | Katherine Ferrier (dessins) et Florian Ferrier (scénario)                  | Hôtel étrange T1 : L'Hiver au printemps                                                |                                   | Sarbacane               |
| 2013  | Aki                                                                        | Trois grains de riz                                                                    |                                   | Gallimard               |
| 2014  | Matthias Picard                                                            | Jim Curious                                                                            |                                   | 2024                    |
| 2015  | Jérémie Almanza (dessin) et Séverine Gauthier (scénario)                   | Cœur de pierre                                                                         |                                   | Delcourt                |
| 2016  | Lucile Thibaudier (dessin) et Joris Chamblain (scénario)                   | Enola et les animaux extraordinaires, tome 1 : La Gargouille qui partait en vadrouille |                                   | Delcourt                |
| 2017  | Benjamin Chaud (dessin), Jean-Christophe Camus et Lilian Thuram (scénario) | Tous super-héros                                                                       |                                   | Delcourt                |
| 2018  | Christophe Bataillon                                                       | Un rond deux points                                                                    |                                   | Gallimard jeunesse      |
| 2019  | Rony Hotin et Jonathan Garnier                                             | Momo, tome 1                                                                           |                                   | Gallimard jeunesse      |
| 2020  | Sophie Adriansen et Clerpée                                                | Rackette-moi si tu peux                                                                |                                   | Gulf stream éditeur     |
| 2021  | Gaëlle Geniller                                                            | Les fleurs de grand frère                                                              |                                   | Delcourt                |
| 2022  | Roland Garrigue                                                            | Le mystère hortensia T1 : Le cinérêve                                                  |                                   | Casterman               |
| 2023  | Éric Gasté et Gwendoline Raisson                                           | Pépin se jette à l'eau                                                                 |                                   | Auzou                   |